# 蒙泰乌达波
蒙泰乌达波（義大利語：Monteu da Po），是意大利都灵省的一个市镇。总面积7平方公里，人口883人，人口密度126.1人/平方公里（2009年）。ISTAT代码为001162。